# Макки, Винченцо
Винченцо Макки (итал. Vincenzo Macchi; 30 августа 1770, Каподимонте, Папская область — 30 сентября 1860, Рим, Папская область) — итальянский куриальный кардинал, доктор обоих прав. Титулярный архиепископ Нисибиса со 2 октября 1818 по 2 октября 1826. Апостольский нунций в Швейцарии с 6 октября 1818 по 22 ноября 1819. Апостольский нунций во Франции с 22 ноября 1819 по 2 октября 1826. Префект Священной Конгрегации Тридентского Собора с 11 декабря 1834 по 15 сентября 1841. Пропрефект Конгрегации по делам духовенства с 11 декабря 1834 по 14 декабря 1840. Пропрефект Верховного Трибунала Апостольской Сигнатуры Правосудия с 15 сентября 1841 по 27 июня 1854. Секретарь Верховной Священной Конгрегации Римской и Вселенской Инквизиции с 25 апреля 1844 по 30 сентября 1860. Вице-декан Священной Коллегии Кардиналов с 22 января 1844 по 11 июня 1847. Декан Священной Коллегии Кардиналов с 11 июня 1847 по 30 сентября 1860. Префект Священной Конгрегации церемониала с 11 июня 1847 по 30 сентября 1860. Секретарь апостольских бреве с 27 июня 1854 по 30 сентября 1860. Кардинал-священник с титулом церкви Санти-Джованни-э-Паоло с 2 октября 1826 по 14 декабря 1840. Кардинал-епископ Палестрины с 14 декабря 1840 по 22 января 1844. Кардинал-епископ Порто и Санта Руфины и Чивитавеккьи с 22 января 1844 по 11 июня 1847. Кардинал-епископ Остии с 11 июня 1847.

## Ранние годы и образование
Родился в семье мелких фермеров. Отец — Джован-Никола, мать — Мария-Анна.
С 1783 года по 1791 год учился в семинарии Barbarigo di Montefiascone. 16 декабря 1801 года окончил Римский университет Ла Сапиенца с дипломом по каноническому и гражданскому праву.

## Священство
20 сентября 1794 года рукоположён в священники. В течение девяти лет работал в качестве ученика, а затем помощника адвоката A.M. Тассони.
В 1801 году, благодаря связям в Римской курии, он получил свою первую государственную должность аудитора в нунциатуре в Лиссабоне, куда он прибыл в 1802 году. и занимал эту должность до 22 октября 1803 года. Позже, после того как нунций Лоренцо Калеппи отправился вместе с королевским двором Португалии в Бразилию, занимал пост интернунция и апостольского делегата в Португалии. В начале апреля 1818 года отозван в Рим. До 15 апреля 1818 года — Почётный прелат Его Святейшества.

## Епископ
Со 2 октября 1818 года — титулярный архиепископ Низибиса. 4 октября 1818 года в Риме кардинал Лоренцо Литта рукоположил его в епископы. С 6 октября 1818 года по 22 октября 1819 года — нунций в Швейцарии. С 22 ноября 1819 года — нунций во Франции, он прибыл в Париж 4 декабря 1819 года и 6 января 1820 года вручил верительные грамоты королю Франции Людовику XVIII. Работал в Париже вплоть до начала 1827 года.

## Кардинал
На консистории 2 октября 1826 года объявлен кардиналом-священником с титулом церкви Санти-Джованни-э-Паоло. Получил красную кардинальскую шапку 23 мая 1827 года. С 16 июля 1828 года — апостольский легат в провинции Равенна, полномочия были подтверждены новым Папой Пием VIII в апреле 1829 года. Участвовал в конклаве 1829 года, который избрал папу Пия VIII. Участвовал в конклаве 1830—1831 годов, который избран папой Григорием XVI.
С 14 декабря 1840 года — Кардинал-епископ Палестрины, с 22 января 1844 года — кардинал-епископ Порто и Санта-Руфины и Чевиттавеккьи а с 11 июня 1847 года — кардинал-епископ Остии.
С 15 сентября 1834 года — префект Священной Конгрегации Тридентского Собора. с 15 сентября 1841 года по 27 июня 1854 года — пропрефект Верховного трибунала апостольской сигнатуры. С 25 апреля 1844 года по 30 сентября 1860 года — секретарь Верховной Священной Конгрегации Римской и Вселенской Инквизиции. С 22 января 1844 года — вице-декан, а с 11 июня 1847 года по 30 сентября 1860 года — декан Священной Коллегии Кардиналов. Участвовал в конклаве 1846 года, который избран Папой Пия IX. С 11 июня 1847 года по 30 сентября 1860 года префект Священной Конгрегации церемониала. С 27 июня 1854 года по 30 сентября 1860 года — секретарь апостольских бреве .
Занимал посты апостольского легата в провинциях Болоньи (1836—1841), в Веллетри (1847—1860) и Великого канцлера Папских рыцарских орденов.

## Смерть
Умер 30 сентября 1860 года в Риме. Тело было выставлено в базилике св. Двенадцати апостолов. Похороны прошли с участием Папы Пия IX. Кардинал был похоронен, согласно его воле, в церкви св. Джованни и Паоло, Рим.